# Mehanički valovi
Mehanički valovi (na primjer zvuk) šire se u elastičnom mediju (na primjer zrak, voda) titranjem čestica povezanih elastičnim silama oko ravnotežnoga položaja; energija valova to je veća što je veća amplituda titranja, a izvor valova svako je tijelo koje titra (na primjer izvor zvuka može biti žica glazbenog instrumenta). Valovi su širenje poremećaja kojim se prenosi energija kroz medij, a da se medij kao cjelina ne pomiče. Pri širenju vala čestice sredstva ostaju na svojim mjestima i titraju oko ravnotežnog položaja, širi se samo stanje titranja odnosno prenosi se energija izvora vala.

## Tipovi mehaničkih valova
Prema načinu širenja, valovi se mogu podijeliti na longitudinalne, koji se šire titranjem čestica u pravcu širenja vala (na primjer ultrazvuk), i transverzalne, koji se šire titranjem okomitim na smjer širenja vala (na primjer radiovalovi). Valovi na površini vode kombinacija su longitudinalnih i transverzalnih valova. Transverzalni valovi mogu biti polarizirani (polarizacija), to jest čestice koje ih prenose ili električno i magnetsko polje mogu titrati izraženije u nekoj ravnini.
Valovi nastaju u izvoru vala, a titranje se određenom brzinom proširi kroz sredstvo. U elastičnim su tvarima susjedne čestice međusobno povezane elastičnim silama te pomak jedne čestice iz ravnotežnog stanja uzrokuje i pomak susjednih čestica. Poremećaj ravnotežnog stanja se zbog tromosti ne prenosi trenutno nego nekom konačnom brzinom. Pritom kroz sredstvo ne putuju čestice nego sam poremećaj; zato je važno razlikovati brzinu titranja čestica oko ravnotežnog položaja od brzine širenja vala.
Brzina vala ovisi o osobinama (elastičnosti i gustoći) sredstva kroz koje val prolazi. Brzina valova ovisi o mediju kroz koje se valovi šire pa je na primjer brzina mehaničkih valova u čvrstom tijelu:
{\displaystyle v={\sqrt {\frac {E}{\rho }}}}
a u plinu:
{\displaystyle v={\sqrt {\frac {\chi \cdot p}{\rho }}}}
gdje je: E - modul elastičnosti, ρ - gustoća tijela ili plina, ϰ - adijabatski koeficijent plina, p - tlak plina. Brzina širenja elektromagnetskih valova u vakuumu je 299 729 458 m/s (brzina svjetlosti) i prema teoriji relativnosti najveća moguća brzina gibanja, dok je brzina širenja u drugim prozirnim medijima manja na primjer na 20 °C u zraku 1,0003, u vodi 1,333, u dijamantu 2,42, u silikonu 4 puta manja (indeks loma). Kada se valovi nađu na granici između dvaju medija, dolazi do njihova ogiba, refrakcije ili refleksije i u posebnim uvjetima do stojnih valova. Kada val prelazi iz jednog sredstva u drugo ili se prostire kroz nehomogeno sredstvo, brzina i valna duljina mu se mijenjaju, a frekvencija ostaje ista.

## Važni pojmovi
Valovi se opisuju s pomoću valne duljine λ, udaljenosti između dvaju brijegova ili dolova sinusoidalnoga vala; perioda vala T, vremena koje protekne dok se val pomakne za jednu valnu duljinu; valnoga broja k, veličine recipročne valnoj duljini, i frekvencije ν, veličine recipročne periodu. Fazni pomak udaljenost je između najbližih brijegova ili dolova dvaju valova jednake frekvencije i smjera širenja. Jednadžba oblika:
{\displaystyle a=A\cdot \sin \left(x-\nu \cdot t\right)}
opisuje izgled sinusoidalnoga vala u bilo kojoj točki prostora, gdje je a - elongacija, A - amplituda, x - udaljenost čestice od izvora vala i t - vrijeme širenja vala. Ako se u isto vrijeme na istome mjestu nađu dva vala, doći će do njihove interferencije, a složenije valno gibanje može se prikazati kao suma sinusoidalnih valova različitih amplituda i frekvencija. 
Koherentni valovi, uzajamno jednaki po frekvenciji, faznom pomaku, polarizaciji (koherencija; laser), omogućuju da se vidi interferencijska slika (na primjer interferencijske pruge). Ako se izvor valova ili promatrač gibaju, s pomoću Dopplerova učinka može se odrediti njihova brzina, što se primjenjuje u astronomiji, medicini, prometu i drugom.